# Don't Bring Me Down (canción de The Pretty Things)
"Don't Bring Me Down" es una canción escrita por Johnny Dee e interpretada por primera vez por la banda británica the Pretty Things. Fue un éxito comercial alcanzado la posición #10 en el Reino Unido. La canción fue publicado en el álbum debut, The Pretty Things.

## Créditos
- Phil May – voz principal, armónica
- Dick Taylor – guitarra líder
- Brian Pendleton – guitarra
- John Stax – bajo eléctrico
- Viv Prince – batería